# César Montes Agüera
César Montes Agüera (Córdoba, España, 6 de enero de 1975) es un exjugador y entrenador español de balonmano profesional. Actualmente, es segundo entrenador de la Selección de balonmano de España
Como jugador militó en Pozoblanco, Altea y Cangas antes de llegar a aquel Bm Valladolid de Juan Carlos Pastor donde vivió su etapa más exitosa no solo por la consecución de la Copa ASOBAL 2002, sino por los subcampeonatos de Recopa de Europa de Balonmano, Supercopa de Europa de balonmano, Supercopa de España de balonmano, Copa del Rey de balonmano o EHF City Cup conseguidos en sus cinco temporadas en Balonmano Valladolid. Finalmente puso rumbo a Almería donde ya la lesión de hombro se convirtió en todo un calvario que le obligó a poner punto final a su trayectoria como jugador profesional.
Su etapa como jugador dio paso a su etapa como entrenador siendo Palma del Río y Guadalajara sus destinos durante 10 años, cosechando varios éxitos a lo largo de este periodo en ambos clubes. Su trabajo no pasó desapercibido en absoluto, y tras su salida de Guadalajara, Jordi Ribera decidió incorporarlo el año 2019 al cuerpo técnico de la Real Federación Española de Balonmano.
En este periodo como técnico de la federación, ha desempeñado diferentes roles, llegando a dirigir una "selección b" que ha competido en varios torneos 4 naciones como el de Polonia y el de Argentina disputados en octubre y diciembre de 2019. Además de implicarse por un lado con el trabajo de formación, destacando el campeonato conseguido en los Juegos del Mediterráneo juvenil disputado en Grecia en 2020, y por otro su participación como técnico asistente en la selección española absoluta que conquistó el pasado Campeonato de Europa a inicios del 2020.

## Trayectoria

### Como jugador
| Temporada | Club                        | Categoría                            |
| --------- | --------------------------- | ------------------------------------ |
| 2004/2006 | Balonmano Ciudad de Almería | Liga Asobal                          |
| 1999/2004 | Club Balonmano Valladolid   | Liga Asobal                          |
| 1998/1999 | Club Balonmano Cangas       | Liga Asobal                          |
| 1997/1998 | Club Balonmano Altea        | Liga Asobal                          |
| 1997/1998 | Club Balonmano Pozoblanco   | Liga Asobal                          |
| 1996/1997 | Club Balonmano Pozoblanco   | División de Honor Plata de balonmano |
| 1994/1995 | Córdoba Balonmano           | 1ª División                          |

### Como Entrenador
| Temporada | Club                                       | Categoría                            |
| --------- | ------------------------------------------ | ------------------------------------ |
| 2019-Act. | Selección de balonmano de España           |                                      |
| 2014/2019 | Asociación Deportiva Ciudad de Guadalajara | Liga Asobal                          |
| 2012/2013 | ARS Palma del Río                          | Liga Asobal                          |
| 2009/2012 | ARS Palma del Río                          | División de Honor Plata de balonmano |
| 2009/2012 | La Salle Córdoba                           |                                      |